# 永平镇 (景谷县)
永平镇，是中华人民共和国云南省普洱市景谷傣族彝族自治县下辖的一个乡镇级行政单位。

## 行政区划
永平镇下辖以下地区：
勐戛村、团结村、迁营村、费竜村、芒费村、芒腊村、芒东村、迁毛村、迁糯村、南谷村、茂密村、昔俄村、双龙村、新塘村、新村、中山村、兴华村、倮练村、勐龙村、箐门口村、岔河村、明河村、平江村、富龙村、芒怕村、柳安村、崴里村和金木村。